# Palestinské uprchlické tábory

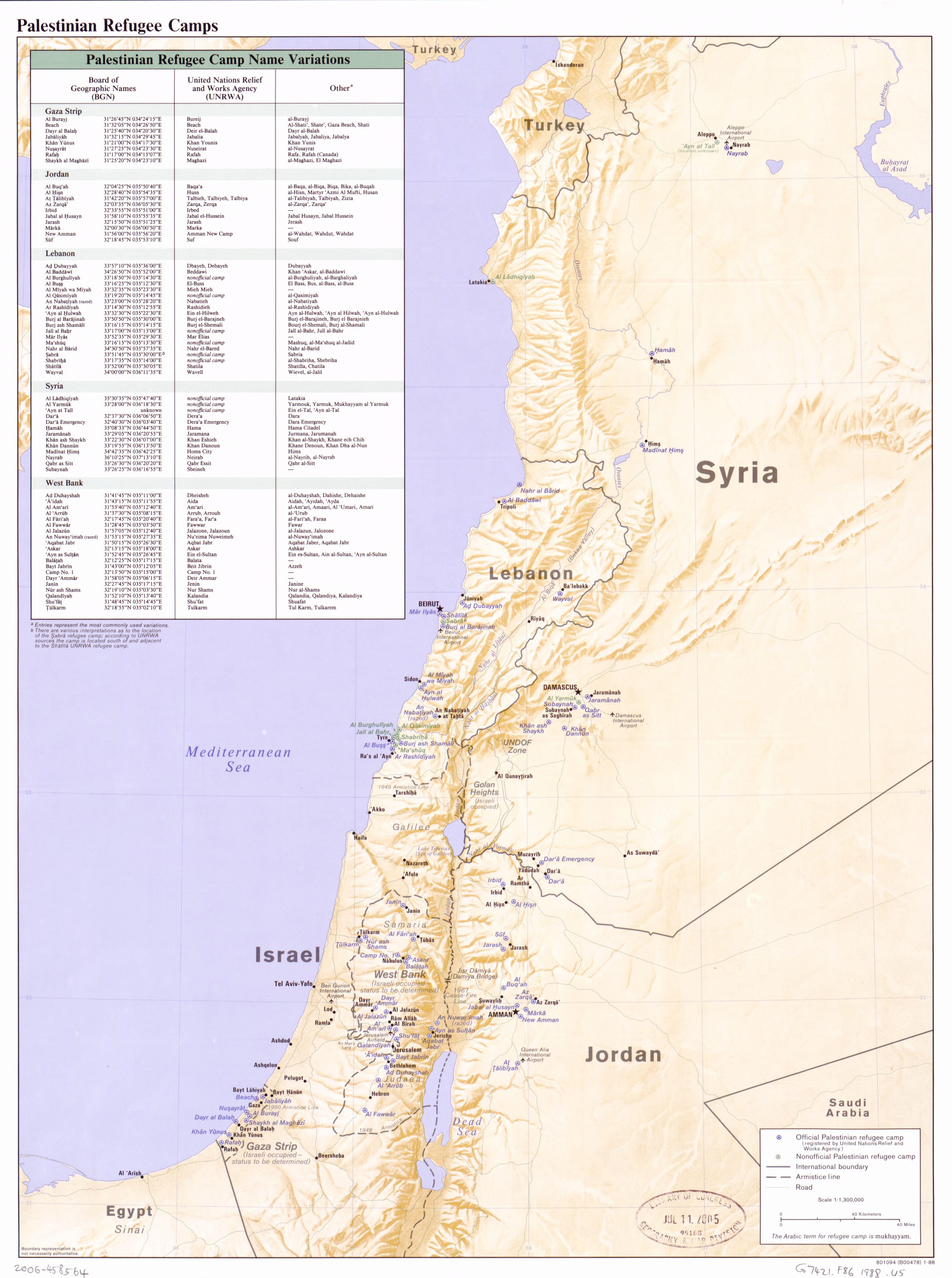
Mapa palestinských uprchlických táborů vytvořená americkou Ústřední zpravodajskou službou (1988)

Palestinské uprchlické tábory byly poprvé založeny k nouzovému ubytování Palestinců vysídlených během občanské války v mandátní Palestině a navazující první arabsko-izraelské války (1948). V prosinci 1949 byl OSN zřízen Úřad OSN pro palestinské uprchlíky na Blízkém východě (UNRWA), který měl pomáhat uprchlíkům. Úřad od té doby působí v uprchlických táborech pro Palestince v Jordánsku, Libanonu, Sýrii, Pásmu Gazy a na Západním břehu Jordánu. Další velká vlna uprchlíků následovala v roce 1967 po šestidenní válce, kdy Izrael obsadil Pásmo Gazy a Západní břeh Jordánu.
Celkem funguje 68 palestinských uprchlických táborů (58 z nich je oficiálních a deset neoficiálních). Většina byla zřízena během konce čtyřicátých a v průběhu padesátých let 20. století. Zbytek po šestidenní válce v roce 1967. Pouze třetina registrovaných palestinských uprchlíků žije v táborech. Většina se tak integrovala do okolních komunit.
Zatímco počet registrovaných palestinských uprchlíků v roce 1950 činil 750 000 osob, do roku 2013 populačně narostl na pět milionů.

## Historie

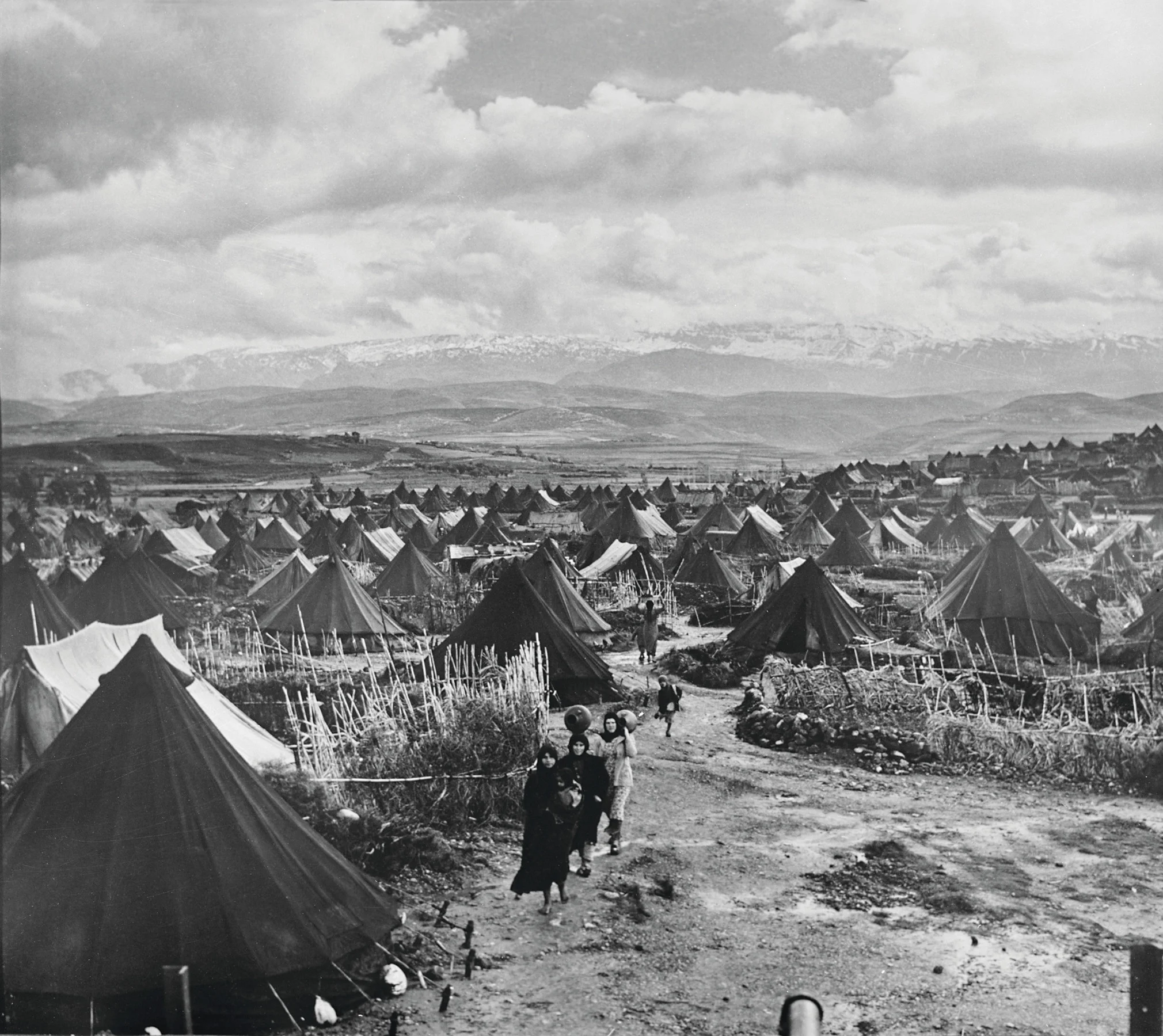
Palestinský uprchlický tábor Nahr al-Bárid v Libanonu (1952)

Uprchlické tábory vznikaly spontánně v reakci na vysídlení Palestinců. Pro poskytování pomoci OSN založila Úřad OSN pro palestinské uprchlíky na Blízkém východě (UNRWA), který byl ustanoven v prosinci 1949. V definici OSN byla za palestinského uprchlíka označena „osoba, jejíž běžné místo pobytu v období od 1. června 1946 do 15. května 1948 byla Palestina a která zároveň ztratila domov nebo obživu v důsledku války z roku 1948“. Následně byla definice rozšířena o jejich potomky v principu patrilinearity.
UNRWA může v uprchlickém táboru působit až po sjednání dohody s hostitelskou zemí. Rolí UNRWA není tábor spravovat, ale pouze poskytovat humanitární pomoc. Takto působí v 58 táborech ve čtyřech zemích. UNRWA se takto v letech 1948 až 1952 starala také o vnitřně vysídlené Židy, než tuto roli převzal stát Izrael. Postupem desetiletí se uprchlické tábory změnily ze stanových městeček v bloky betonových příbytků vytvářejících uzavřené městské ghetto nebo slum.

## Seznam uprchlických táborů
Tábory se nachází v pěti regionech:
- Pásmo Gazy: Nachází se zde 1 221 110 registrovaných uprchlíků v osmi oficiálních táborech.
- Západní břeh Jordánu: Nachází se zde 741 409 registrovaných uprchlíků v devatenácti oficiálních táborech a čtyřech neoficiálních táborech.
- Sýrie: Nachází se zde 499 189 registrovaných uprchlíků v devíti oficiálních táborech a třech neoficiálních táborech.
- Libanon: Nachází se zde 448 599 registrovaných uprchlíků v dvanácti oficiálních táborech.
- Jordánsko: Nachází se zde 2 034 641 registrovaných uprchlíků v deseti oficiálních táborech a třech neoficiálních táborech.

| Název                                    | Založeno | Lokace       | Status      | Souřadnice           | Počet obyvatel | Plocha (km2) | Hustota (obyv./km2) | Poznámka                                                                      | Zdroj                |
| ---------------------------------------- | -------- | ------------ | ----------- | -------------------- | -------------- | ------------ | ------------------- | ----------------------------------------------------------------------------- | -------------------- |
| Jarmúk                                   | 1957     | Sýrie        | Neoficiální | 33° s. š., 28° v. d. | n.a.           | 2.1          | n.a.                | Většina byla zničena (populace byla 160 000)                                  | [ 6 ]                |
| Rafah                                    | 1949     | Pásmo Gazy   | UNRWA       | 31° s. š., 16° v. d. | 125 304        | n.a.         | n.a.                |                                                                               | [ 7 ]                |
| Baqá                                     | 1968     | Jordánsko    | UNRWA       | 32° s. š., 4° v. d.  | 119 000        | 1.4          | 85 000              |                                                                               | [ 8 ]                |
| Džabálíja                                | 1948     | Pásmo Gazy   | UNRWA       | 31° s. š., 32° v. d. | 113 990        | 1.4          | 81 421              |                                                                               | [ 9 ]                |
| Chán Júnis                               | 1949     | Pásmo Gazy   | UNRWA       | 31° s. š., 21° v. d. | 87 816         | 0.549        | 159 956             |                                                                               | [ 10 ] [ 11 ]        |
| Al-Šati (Plážový tábor)                  | 1948     | Pásmo Gazy   | UNRWA       | 31° s. š., 31° v. d. | 85 628         | 0.52         | 164 669             |                                                                               | [ 12 ]               |
| Nusajrat                                 | 1949     | Pásmo Gazy   | UNRWA       | 31° s. š., 26° v. d. | 80 194         | n.a.         | n.a.                |                                                                               | [ 13 ]               |
| Ájn al-Hilvá                             | 1948     | Libanon      | UNRWA       | 33° s. š., 32° v. d. | 59 660         | 0.3          | 198 867             |                                                                               | [ 14 ] [ 15 ]        |
| Al-Wehdat (Nový tábor Ammán)             | 1955     | Jordánsko    | UNRWA       | 31° s. š., 55° v. d. | 57 000         | 0.48         | 118 750             |                                                                               | [ 16 ]               |
| Marka                                    | 1968     | Jordánsko    | UNRWA       | 32° s. š., 0° v. d.  | 53 000         | 0.92         | 57 609              |                                                                               | [ 17 ]               |
| Džarámana                                | 1948     | Sýrie        | UNRWA       | 33° s. š., 29° v. d. | 49 000         | 0.03         | 1 633 333           |                                                                               | [ 18 ]               |
| Latákíja                                 | 1955–6   | Sýrie        | Neoficiální | 35° s. š., 30° v. d. | 47 400         | 0.22         | 215 455             |                                                                               | [ 19 ]               |
| Bureidž                                  | 1949     | Pásmo Gazy   | UNRWA       | 31° s. š., 26° v. d. | 43 330         | 0.529        | 81 909              |                                                                               | [ 20 ] [ 21 ]        |
| Rašídíje                                 | 1963     | Libanon      | UNRWA       | 33° s. š., 14° v. d. | 34 584         | 0.25         | 138 336             |                                                                               | [ 22 ] [ 15 ]        |
| Džabal al-Husajn                         | 1952     | Jordánsko    | UNRWA       | 31° s. š., 57° v. d. | 32 000         | 0.42         | 76 190              |                                                                               | [ 23 ]               |
| Maghazi                                  | 1949     | Pásmo Gazy   | UNRWA       | 31° s. š., 25° v. d. | 31 329         | 0,6          | 52 215              |                                                                               | [ 24 ]               |
| Džaraš                                   | 1968     | Jordánsko    | UNRWA       | 32° s. š., 16° v. d. | 29 000         | 0,75         | 38 667              |                                                                               | [ 25 ]               |
| Irbid                                    | 1951     | Jordánsko    | UNRWA       | 32° s. š., 33° v. d. | 28 000         | 0,24         | 116 667             |                                                                               | [ 26 ]               |
| Balata                                   | 1950     | Západní břeh | UNRWA       | 32° s. š., 12° v. d. | 27 000         | 0,25         | 108 000             |                                                                               | [ 27 ]               |
| Dajr al-Balah                            | 1948     | Pásmo Gazy   | UNRWA       | 31° s. š., 25° v. d. | 25 569         | 0,16         | 159 806             |                                                                               | [ 28 ] [ 29 ]        |
| Husn (Tábor mučedníka Azmího el-Muftího) | 1968     | Jordánsko    | UNRWA       | 32° s. š., 28° v. d. | 25 000         | 0,77         | 32 468              |                                                                               | [ 30 ]               |
| Burj el-Šamali                           | 1955     | Libanon      | UNRWA       | 33° s. š., 15° v. d. | 24 929         | 0,134        | 186 037             |                                                                               | [ 31 ] [ 15 ]        |
| Šufat                                    | 1965     | Západní břeh | UNRWA       | 31° s. š., 48° v. d. | 24 000         | 0,2          | 120 000             |                                                                               | [ 32 ]               |
| Qabr es-Sít                              | 1967     | Sýrie        | UNRWA       | 33° s. š., 26° v. d. | 23 700         | 0,02         | 1 185 000           |                                                                               | [ 33 ]               |
| Tulkárim                                 | 1950     | Západní břeh | UNRWA       | 32° s. š., 18° v. d. | 21 500         | 0,18         | 119 444             |                                                                               | [ 34 ]               |
| Beddawi                                  | 1955     | Libanon      | UNRWA       | 34° s. š., 27° v. d. | 21 252         | 0,2          | 106 260             |                                                                               | [ 35 ] [ 15 ]        |
| Zarqa                                    | 1949     | Jordánsko    | UNRWA       | 32° s. š., 5° v. d.  | 20 000         | 0,18         | 111 111             |                                                                               | [ 36 ]               |
| Burdž el-Baradžneh                       | 1948     | Libanon      | UNRWA       | 33° s. š., 50° v. d. | 19 539         | 0,104        | 187 875             |                                                                               | [ 37 ] [ 15 ]        |
| Souf                                     | 1967     | Jordánsko    | UNRWA       | 32° s. š., 18° v. d. | 19 000         | 0,5          | 38 000              |                                                                               | [ 38 ]               |
| Askár                                    | 1950     | Západní břeh | UNRWA       | 32° s. š., 13° v. d. | 18 500         | 0.119        | 155 462             |                                                                               | [ 39 ]               |
| al-Najráb                                | 1948     | Sýrie        | UNRWA       | 36° s. š., 10° v. d. | 18 000         | 0.15         | 120 000             |                                                                               | [ 40 ]               |
| Dhejšeh                                  | 1949     | Západní břeh | UNRWA       | 31° s. š., 41° v. d. | 15 000         | 0.33         | 45 455              |                                                                               | [ 41 ]               |
| Kalandíja                                | 1949     | Západní břeh | UNRWA       | 33° s. š., 19° v. d. | 14 800         | 0.42         | 35 238              |                                                                               | [ 42 ]               |
| al-Hasán                                 | 1967     | Jordánsko    | Neoficiální | 31° s. š., 57° v. d. | 14 068         | n.a.         | n.a.                |                                                                               | [ 43 ] [ 44 ] [ 45 ] |
| Dženín                                   | 1953     | Západní břeh | UNRWA       | 32° s. š., 27° v. d. | 14 000         | 0.42         | 33 333              |                                                                               | [ 46 ]               |
| Džalázón                                 | 1949     | Západní břeh | UNRWA       | 31° s. š., 57° v. d. | 13 000         | 0.253        | 51 383              |                                                                               | [ 47 ]               |
| al-Sabíneh                               | 1948     | Sýrie        | UNRWA       | 33° s. š., 26° v. d. | 13 000         | 0.03         | 433 333             |                                                                               | [ 48 ]               |
| Homs                                     | 1949     | Sýrie        | UNRWA       | 34° s. š., 42° v. d. | 13 000         | 0.15         | 86 667              |                                                                               | [ 49 ]               |
| Chán Danún                               | 1950     | Sýrie        | UNRWA       | 33° s. š., 19° v. d. | 12 650         | 0.03         | 421 667             |                                                                               | [ 50 ]               |
| El-Bus                                   | 1948     | Libanon      | UNRWA       | 33° s. š., 16° v. d. | 12 281         | 0.08         | 153 513             |                                                                               | [ 51 ] [ 15 ]        |
| al-Arúb                                  | 1950     | Západní břeh | UNRWA       | 31° s. š., 37° v. d. | 12 000         | 0.24         | 50 000              |                                                                               | [ 52 ]               |
| Chán al-Šíh                              | 1949     | Sýrie        | UNRWA       | 33° s. š., 21° v. d. | 12 000         | 0.69         | 17 391              |                                                                               | [ 53 ]               |
| Šatíla                                   | 1949     | Libanon      | UNRWA       | 33° s. š., 51° v. d. | 10 849         | 0.04         | 271 225             |                                                                               | [ 54 ] [ 15 ]        |
| Núr Šams                                 | 1952     | Západní břeh | UNRWA       | 32° s. š., 19° v. d. | 10 500         | 0.21         | 50 000              |                                                                               | [ 55 ]               |
| Dará                                     | 1950     | Sýrie        | UNRWA       | 32° s. š., 37° v. d. | 10 500         | 1.3          | 8 077               |                                                                               | [ 56 ]               |
| Fávvar                                   | 1949     | Západní břeh | UNRWA       | 31° s. š., 28° v. d. | 9 500          | 0.27         | 35 185              |                                                                               | [ 57 ]               |
| Wável                                    | 1948     | Libanon      | UNRWA       | 33° s. š., 59° v. d. | 9 460          | 0.043        | 220 000             |                                                                               | [ 58 ] [ 15 ]        |
| Hama                                     | 1950     | Sýrie        | UNRWA       | 35° s. š., 8° v. d.  | 9 000          | 0.06         | 150 000             |                                                                               | [ 59 ]               |
| Aqábat Džáber                            | 1948     | Západní břeh | UNRWA       | 31° s. š., 50° v. d. | 8 600          | 1.67         | 5 150               |                                                                               | [ 60 ]               |
| Madaba                                   | 1956     | Jordánsko    | Neoficiální | 31° s. š., 42° v. d. | 8 597          | n.a.         | n.a.                |                                                                               | [ 43 ]               |
| Fár'a                                    | 1949     | Západní břeh | UNRWA       | 32° s. š., 17° v. d. | 8 500          | 0,26         | 32 692              |                                                                               | [ 61 ]               |
| Talbíje                                  | 1968     | Jordánsko    | UNRWA       | 31° s. š., 42° v. d. | 8 000          | 0,13         | 61 538              |                                                                               | [ 62 ]               |
| Ájn Bejt al-Ma' (Tábor č. 1)             | 1950     | Západní břeh | UNRWA       | 32° s. š., 13° v. d. | 7 500          | 0,045        | 166 667             |                                                                               | [ 63 ]               |
| Sokhna                                   | 1969     | Jordánsko    | Neoficiální | 32° s. š., 7° v. d.  | 7 424          | n.a.         | n.a.                | někdy transliterováno jako 'Sakhna' nebo 'Sukhna'                             | [ 43 ]               |
| Am'ári                                   | 1949     | Západní břeh | UNRWA       | 31° s. š., 53° v. d. | 7 000          | 0,096        | 72 917              |                                                                               | [ 64 ]               |
| Ájn al-Tal (také známý jako Handarat)    | 1962     | Sýrie        | Neoficiální | 36° s. š., 17° v. d. | n.a.           | 0,16         | n.a.                | Z velké části zničen (původně 7 000 obyvatel)                                 | [ 65 ]               |
| Nahr al-Bárid                            | 1949     | Libanon      | UNRWA       | 34° s. š., 30° v. d. | 5 857          | 0,198        | 29 581              | Rekonstruováno, původně 27 000 obyvatel                                       | [ 66 ] [ 15 ]        |
| Míje Míje                                | 1954     | Libanon      | UNRWA       | 33° s. š., 32° v. d. | 5 747          | 0,054        | 106 426             |                                                                               | [ 67 ] [ 15 ]        |
| Áida                                     | 1950     | Západní břeh | UNRWA       | 31° s. š., 43° v. d. | 5 500          | 0,071        | 77 465              |                                                                               | [ 68 ]               |
| Dbeje                                    | 1956     | Libanon      | UNRWA       | 33° s. š., 54° v. d. | 4 591          | 0,084        | 54 655              |                                                                               | [ 69 ] [ 15 ]        |
| Ájn as-Sultán                            | 1948     | Západní břeh | UNRWA       | 31° s. š., 52° v. d. | 3 800          | 0,87         | 4 368               |                                                                               | [ 70 ]               |
| 'Azza (Bejt Džibrín)                     | 1950     | Západní břeh | UNRWA       | 31° s. š., 42° v. d. | 2 900          | 0,027        | 107 407             |                                                                               | [ 71 ]               |
| Dejr 'Ammar                              | 1949     | Západní břeh | UNRWA       | 31° s. š., 57° v. d. | 2 500          | 0,162        | 15 432              |                                                                               | [ 72 ]               |
| Kaddúra                                  | 1948     | Západní břeh | Neoficiální | 31° s. š., 54° v. d. | 1 558          | n.a.         | n.a.                |                                                                               | [ 73 ]               |
| Mar Elías                                | 1952     | Libanon      | UNRWA       | 33° s. š., 52° v. d. | 725            | 0,0054       | 134 259             |                                                                               | [ 74 ] [ 15 ]        |
| Silvád                                   | 1971     | Západní břeh | Neoficiální | 31° s. š., 58° v. d. | 462            | n.a.         | n.a.                |                                                                               | [ 43 ]               |
| Abú Šuhejdím                             | 1948     | Západní břeh | Neoficiální |                      | n.a.           | n.a.         | n.a.                | Město Abú Šuhejdím se nachází na mapách přibližně míli jihozápadně od Bírzejt | [ 43 ]               |
| Bírzejt (As-Sakáif)                      | 1948     | Západní břeh | Neoficiální | 31° s. š., 58° v. d. | n.a.           | n.a.         | n.a.                |                                                                               | [ 43 ] [ 75 ]        |

## Statistiky
Vývoj populace palestinských uprchlíků v letech a regionech:
|                                        | 1950    | 1960      | 1970      | 1980      | 1990      | 2000      | 2004      | 2009      | 2018      |
| -------------------------------------- | ------- | --------- | --------- | --------- | --------- | --------- | --------- | --------- | --------- |
| Jordánsko                              | 506 200 | 613 743   | 506 038   | 716 372   | 929 097   | 1 570 192 | 1 758 274 | 1 951 603 | 2 242 579 |
| Libanon                                | 127 600 | 136 561   | 175 958   | 226 554   | 302 049   | 376 472   | 396 890   | 422 188   | 475 075   |
| Sýrie                                  | 82 194  | 115 043   | 158 717   | 209 362   | 280 731   | 383 199   | 417 346   | 461 897   | 560 139   |
| Západní břeh                           | –       | –         | 272 692   | 324 035   | 414 298   | 583 009   | 675 670   | 762 820   | 846 465   |
| Pásmo Gazy                             | 198 227 | 255 542   | 311 814   | 367 995   | 496 339   | 824 622   | 938 531   | 1 073 303 | 1 421 282 |
| Celkový počet registrovaných uprchlíků | 914 221 | 1 120 889 | 1 425 219 | 1 844 318 | 2 422 514 | 3 737 494 | 4 186 711 | 4 671 811 | 5 545 540 |

Tabulka ukazuje vývoj počtu palestinských uprchlíků žijících v oblastech monitorovaných UNRWA (v táborech i jinde):
|      | Registrované osoby (uprchlíci a ostatní) | Registrovaní uprchlíci v táborech | % registrovaných uprchlíků v táborech |
| ---- | ---------------------------------------- | --------------------------------- | ------------------------------------- |
| 1953 | 870 158                                  | 300 785                           | 34,6                                  |
| 1955 | 912 425                                  | 351 532                           | 38,5                                  |
| 1960 | 1 136 487                                | 409 223                           | 36,0                                  |
| 1965 | 1 300 117                                | 508 042                           | 39,1                                  |
| 1970 | 1 445 022                                | 500 985                           | 34,7                                  |
| 1975 | 1 652 436                                | 551 643                           | 33,4                                  |
| 1980 | 1 863 162                                | 613 149                           | 32,9                                  |
| 1985 | 2 119 862                                | 805 482                           | 38,0                                  |
| 1990 | 2 466 516                                | 697 709                           | 28,3                                  |
| 1995 | 3 246 044                                | 1 007 375                         | 31,0                                  |
| 2000 | 3 806 055                                | 1 227 954                         | 32,3                                  |
| 2005 | 4 283 892                                | 1 265 987                         | 29,6                                  |
| 2010 | 4 966 664                                | 1 452 790                         | 29,3                                  |
| 2015 | 5 741 480                                | 1 632 876                         | 28,4                                  |
| 2018 | 6 171 793                                | 1 728 409                         | 28,0                                  |

Níže uvedená tabulka ukazuje populaci registrovaných uprchlíků, ostatních registrovaných osob a uprchlíků pobývajících v táborech v roce 2018. Definice jiných registrovaných osob podle UNRWA odkazuje na „ty, které v době původní registrace nesplňovaly všechna kritéria UNRWA pro palestinské uprchlíky, ale o kterých bylo rozhodnuto, že utrpěli značné ztráty a/nebo strádání z důvodů souvisejících s konfliktem v Palestině v roce 1948; zahrnují také osoby, které patří k rodinám jiných registrovaných osob“.
|                                                    | Jordánsko | Libanon | Sýrie   | Západní břeh | Pásmo Gazy | Celkem    |
| -------------------------------------------------- | --------- | ------- | ------- | ------------ | ---------- | --------- |
| Registrovaní uprchlíci                             | 2 242 579 | 475 075 | 560 139 | 846 465      | 1 421 282  | 5 545 540 |
| Ostatní registrované osoby                         | 133 902   | 58 810  | 83 003  | 201 525      | 149 013    | 626 253   |
| Celkem registrované osoby                          | 2 376 481 | 533 885 | 643 142 | 1 047 990    | 1 570 295  | 6 171 793 |
| Uprchlíci žijící v rámci oficiálních hranic táborů | 412 054   | 270 614 | 194 993 | 256 758      | 593 990    | 1 728 409 |
| % žijící v rámci hranic táborů                     | 18,4 %    | 57,0 %  | 34,8 %  | 30,3 %       | 41,8 %     | 31,2 %    |

## Galerie
- Pohled na uprchlický tábor Šufat v Jeruzalémě. Tábor je uprostřed zástavby (2023)
- Uprchlický tábor Šatíla u libanonského Bejrútu (2019)
- Bývalý uprchlický tábor Nabátíje před a po zničení Izraelem v roce 1974
- Uprchlický tábor Baqá v Jordánsku (1969)
- Uprchlický tábor Baqá v Jordánsku (1969)
- Uprchlický tábor Al-Šati v Pásmu Gazy (2010)